# Rue du Lombard (Bruxelles)
Pour les articles homonymes, voir Rue du Lombard et Lombard.

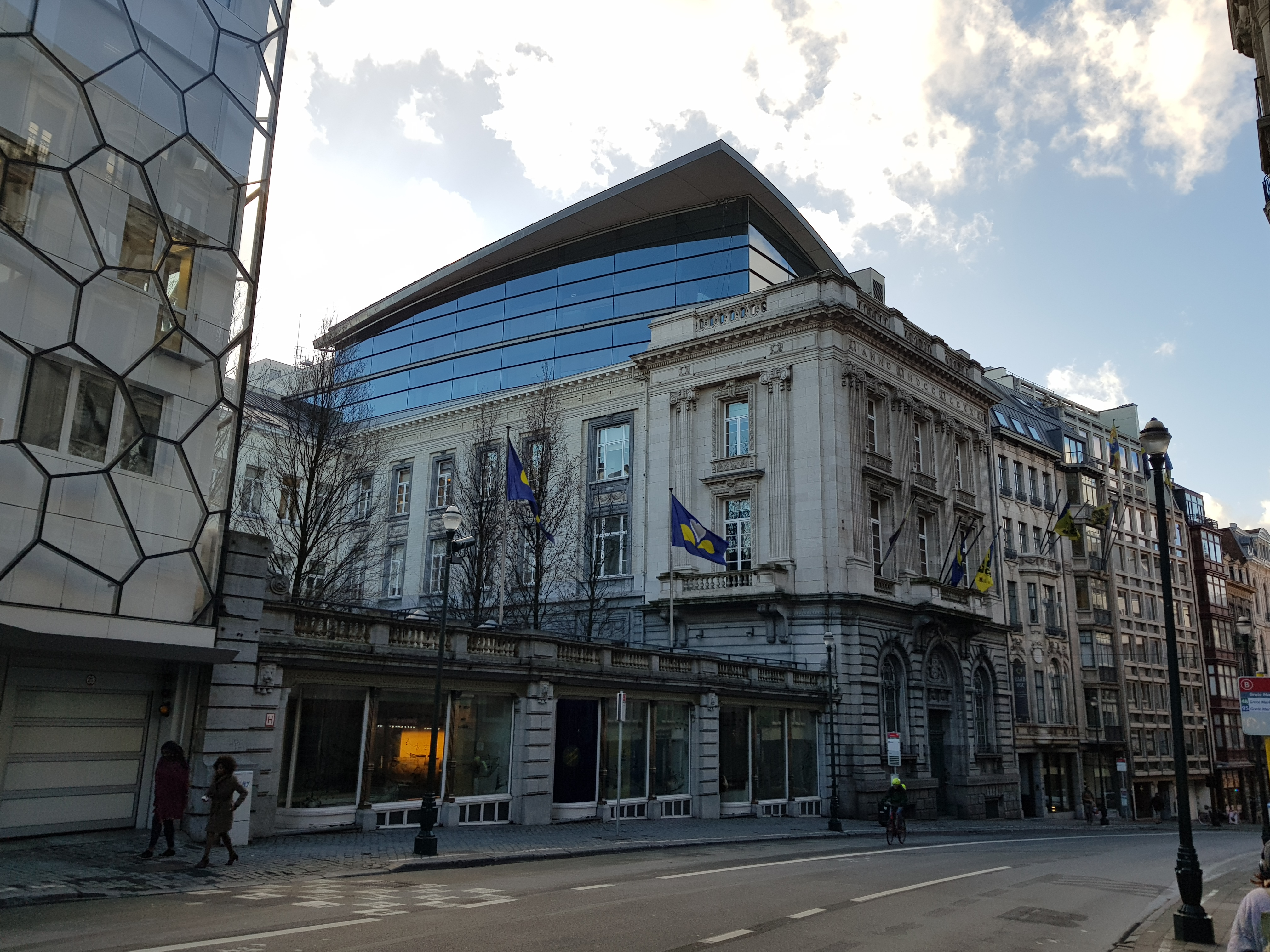
Parlement de la région de Bruxelles-Capitale

La rue du Lombard (en néerlandais : Lombardstraat) est une artère de Bruxelles-ville qui va de la rue du Marché au Charbon à la place Saint-Jean. Au XIIIe siècle, elle s'appelait rue des Foulons (en néerlandais : Volderstraat). En 1618, les archiducs Albert et Isabelle y firent bâtir le premier mont-de-piété de Bruxelles, appelé vulgairement « le Lombard », en référence aux usuriers lombards qui s'étaient établis dans cette rue. C'est de cet édifice que la rue tire son nom actuel. Le bâtiment du mont-de-piété fut détruit en 1861-62 pour permettre le percement de la rue du Midi. Jadis, la rue du Lombard n'allait que jusqu'à la rue de l'Étuve. Au début du XXe siècle, elle fut prolongée jusqu'à la place Saint-Jean.

## Sites particuliers
- Aux 69 et 71-75 se trouve le siège du Parlement de la Région de Bruxelles-Capitale. Jusqu'au moment de la scission de la province du Brabant en 1995, cet édifice était le siège du gouvernement provincial du Brabant.
- Au 55 se trouvait jadis le siège historique des Éditions du Lombard.
- Au 30-32 se trouve un immeuble de style Art nouveau, construit par l'architecte Paul Vizzavona en 1909.